# Siderops kehli
Il siderope (Siderops kehli) è un anfibio estinto, appartenente ai temnospondili. Visse nel Giurassico inferiore (Pliensbachiano, circa 185 - 180 milioni di anni fa) e i suoi resti fossili sono stati ritrovati in Australia.

## Descrizione
Questo animale è noto per uno scheletro parziale, con tanto di cranio completo, ritrovato in un deposito ferroso (da qui il nome Siderops, "aspetto di ferro"). L'animale intero doveva essere lungo circa 2,5 metri, con una testa a forma di vanga lunga 57 centimetri e ampia 67 centimetri. All'epoca della sua scoperta, Siderops era considerato uno dei più grandi temnospondili noti. I denti erano davvero impressionanti, anche per gli standard dei temnospondili. Sul palato vi era una fila di circa 100 denti, che nella parte posteriore della bocca erano piccoli ma che nella parte anteriore erano lunghi anche oltre 3 centimetri. All'interno di questa fila ve ne era un'altra composta da circa 80 denti, un po' più grandi rispetto a quelli della fila esterna; in questa fila vi erano anche tre gruppi di zanne su ogni lato, la più grande delle quali raggiungeva la lunghezza di 7 centimetri. Queste zanne erano particolarmente acuminate e leggermente ricurve all'indietro, e somigliavano abbastanza ai denti delle specie di varano maggiormente predatrici. Ogni dente era dotato di margini taglienti fino alla punta. Quando la bocca era richiusa, i denti andavano a incastrarsi fra loro, formando una sorta di tenaglia tagliente. La superficie del palato era inoltre ricoperta da denticoli minuscoli, di circa 1-2 millimetri, simili alla pelle degli squali. Rispetto ad altri animali simili, come Compsocerops, la testa di Siderops era più grande e ampia in relazione al corpo. 

## Classificazione
Siderops kehli venne descritto per la prima volta nel 1983, sulla base di uno scheletro incompleto ritrovato nella formazione Evergreen nei pressi di Wandoan (Queensland, Australia). Siderops è stato attribuito ai chigutisauridi, un gruppo di anfibi tipici del primo Mesozoico, caratterizzati da un'ampia bocca e da teste molto larghe. Altri studi indicherebbero invece che Siderops fosse un rappresentante dei brachiopidi, un gruppo di anfibi molto simili ai precedenti, e come questi riuniti nel gruppo dei brachiopoidi (Steyer e Damiani, 2005).

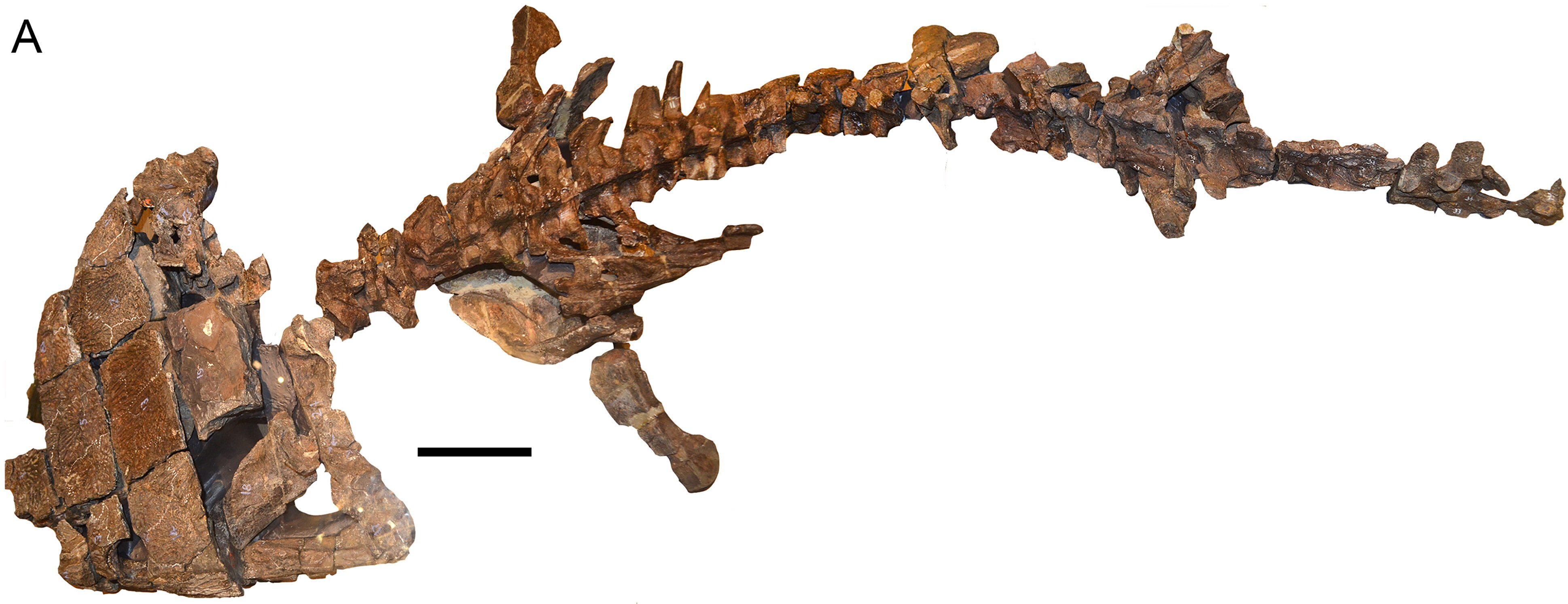
Fossile di Siderops kehli

## Paleobiologia
Siderops doveva essere un predatore notevole, che rimaneva immobile sott'acqua in attesa che una preda (solitamente un pesce) passasse abbastanza vicino da essere inghiottito intero. Quando Siderops spalancava la bocca, il risucchio generato da questo movimento faceva automaticamente entrare il pesce nelle fauci. I denti acuminati e ricurvi, poi, aiutavano a trattenere la preda. È possibile che Siderops fosse un animale che praticava il cannibalismo: all'interno delle fauci del fossile, infatti, è stata ritrovata una vertebra di un esemplare di temnospondilo più piccolo, forse un altro esemplare di Siderops. All'interno della bocca è stato ritrovato anche il fossile incompleto di un millepiedi.